# Leptopanorpa javanica
Leptopanorpa javanica är en näbbsländeart som först beskrevs av John Obadiah Westwood 1842.  Leptopanorpa javanica ingår i släktet Leptopanorpa och familjen skorpionsländor. Inga underarter finns listade i Catalogue of Life.